# Gelbschale
Die Gelbschale (auch Moerickeschale oder Moerickefalle) ist ein Instrument zur Erfassung von Insekten. Sie wird u. a. im Integrierten Pflanzenschutz eingesetzt, um die Menge zugeflogener Schadinsekten in Pflanzenbeständen zu kontrollieren (Monitoring). So gewonnene Informationen können als Entscheidungsgrundlage dafür dienen, ob chemische Pflanzenschutzmaßnahmen notwendig sind.

## Aussehen

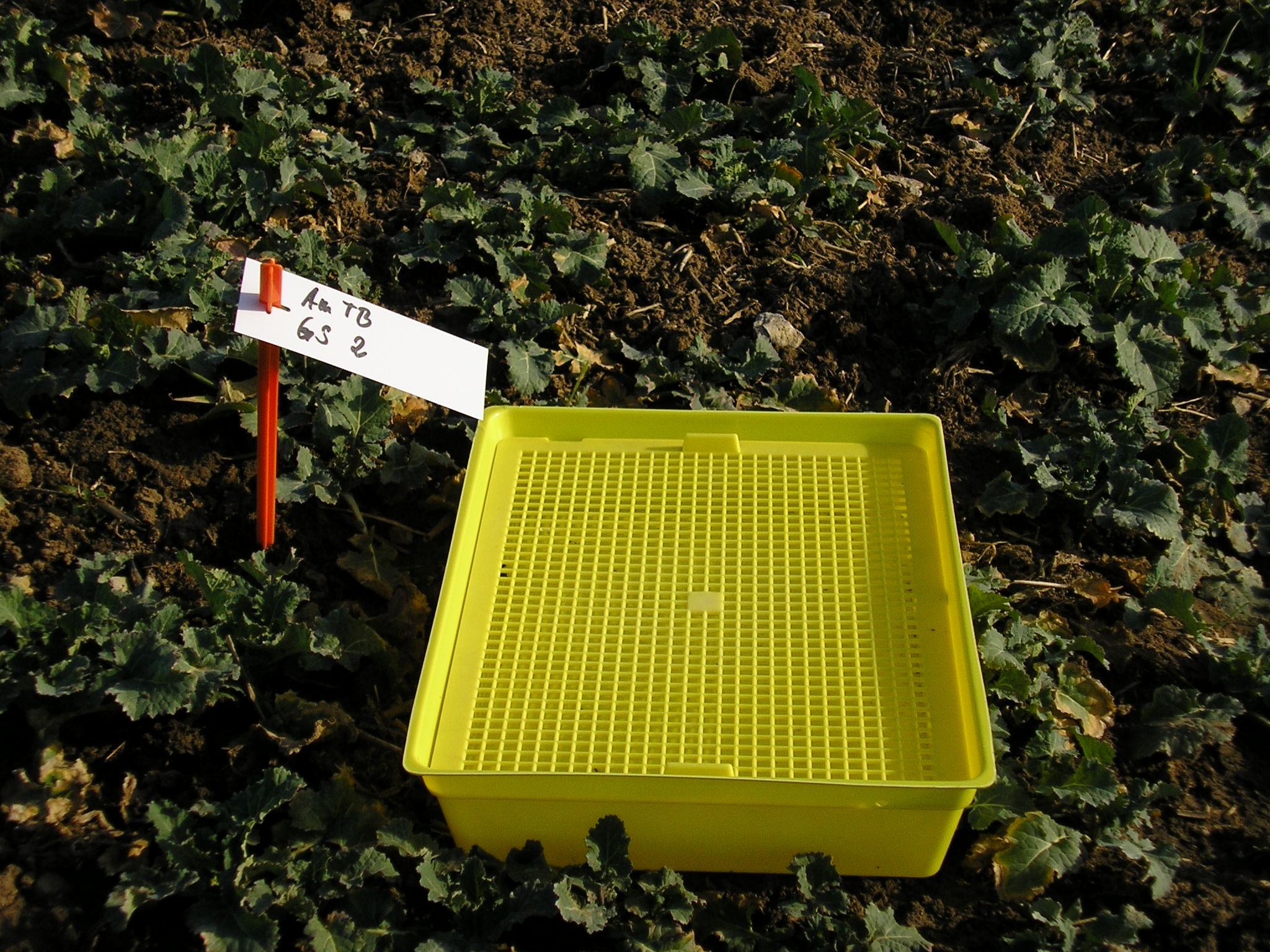
Gelbschale mit Gitterauflage im Rapsfeld Mitte März

Die Gelbschale besteht meistens aus gelbem Kunststoff (in einem ähnlichen Farbton wie die Rapsblüte). Die Farbe kann im Laufe eines Vegetationsjahres verblassen. Verblasste Farben besitzen für die Rapsschädlinge nur geringe Lockwirkung, so dass die Gelbschale ersetzt oder frisch angestrichen werden sollte. Die Form und Größe kann variieren, meist ist sie rechteckig (210 mm lang und 90 mm breit) mit einem Volumen von bis zu 1,5 Litern. Auch deutlich größere oder runde Formen sind erhältlich. Im Allgemeinen wird sie von Pflanzenschutzunternehmen als Gratisobjekt vergeben. Sie kann aber auch im Land- bzw. Fachhandel bezogen werden.

## Anwendung und Einsatz
Für die Erfassung des Zufluges von Pflanzenschädlingen im Winterraps sollten pro Feld vier Gelbschalen aufgestellt werden (eine Schale pro Feldecke). Bei größeren Feldern können mehr Schalen notwendig sein. Der Abstand zum Feldrand sollte zwischen 15 und 20 m betragen. Die Schalen sollten so aufgestellt werden, dass sie höhenverstellbar sind, d. h. die Gelbschale muss mit dem Pflanzenbestand mitwachsen. Steht die Schale zu hoch oder tief, so wird sie von den Insekten nicht richtig wahrgenommen. Die Schalen werden zur Hälfte mit Wasser gefüllt, dem ein paar Tropfen Spülmittel zugegeben werden. Das Spülmittel bricht die Oberflächenspannung des Wassers und die Insekten sinken in der Schale ab. Die Gelbschalen sollten kontinuierlich (alle 3 Tage) kontrolliert werden. Stark verschmutztes Wasser sollte gewechselt werden. Die Schalen sollten am oberen Rand einige Löcher besitzen, damit bei starkem Regenfall überflüssiges Wasser ablaufen kann, ohne die bisher gefangenen Insekten hinauszuspülen.
Zur Erfassung der Rapsschädlinge im Herbst empfiehlt sich die Platzierung der Gelbschalen unmittelbar nach der Saat (Ende August). Für die Kontrolle der Schädlinge im Frühjahr sollten (je nach Witterung) ab Ende Februar oder Anfang März die Gelbschalen installiert werden.
Bei der Kontrolle der Gelbschalen (alle 3 Tage) werden die gefangenen Schadinsekten identifiziert und gezählt. Aus den Ergebnissen der vier Gelbschalen pro Feld wird ein Mittelwert ermittelt. Dieser Mittelwert wird mit dem Bekämpfungsrichtwert der jeweiligen Schädlingsart verglichen. Ist der Bekämpfungsrichtwert erreicht, so ist eine chemische Pflanzenschutzmaßnahme ökonomisch sinnvoll, d. h. die Kosten der Pflanzenschutzmaßnahme sind geringer als der zu erwartende Ertragsverlust.
In Deutschland dient die Gelbschale zur Erfassung folgender Schadinsekten im Winterraps:
| Name                                                      | Bekämpfungsrichtwert                         |
| --------------------------------------------------------- | -------------------------------------------- |
| Großer Rapserdfloh (Psylliodes chrysocephala)             | 50 Käfer/Gelbschale im Zeitraum von 10 Tagen |
| Großer Rapsstängelrüssler (Ceutorhynchus napi)            | 10 Käfer/Gelbschale im Zeitraum von 3 Tagen  |
| Gefleckter Kohltriebrüssler (Ceutorhynchus pallidactylus) | 10 Käfer/Gelbschale im Zeitraum von 3 Tagen  |

Zusätzlich erfasst die Gelbschale auch den Zuflug des Rapsglanzkäfers (Meligethes aeneus) und des Kohlschotenrüsslers (Ceutorhynchus assimilis), wobei die Bekämpfungsrichtwerte nicht auf dem Zuflug in die Gelbschale beruhen, sondern das Aufkommen dieser beiden Arten mittels Klopfprobe im Pflanzenbestand ermittelt wird.
Die Erfassung der Kohlschotenmücke (Dasineura brassicae) im Mai und der Kleinen Kohlfliege (Delia brassicae) im September/Oktober ist schwierig, da diese Arten schwer von jeweils anderen Arten zu unterscheiden sind.
Es gibt noch eine ganze Reihe weiterer Schädlinge im Winterraps, die jedoch nur mangelhaft mit der Gelbschale erfasst werden können, z. B. die Kohlmotte (Plutella xylostella) oder die Rübsenblattwespe (Athalia rosae). Aussagen zur Bekämpfung sind in diesen Fällen nicht möglich, sondern der Landwirt erhält nur einen grundsätzlichen Hinweis, dass diese Arten in seinem Rapsfeld vorkommen.

## Aktuelle Diskussion
In den letzten Jahren wurde verstärkt der Einsatz von Gitterauflagen (engmaschig 8 mm × 8 mm) auf den Gelbschalen diskutiert, um den Zuflug von größeren Nützlingen zu verhindern, z. B. Hummeln und Bienen. Leider hat die Gitterauflage dazu geführt, dass die Bekämpfungsrichtwerte teilweise verändert wurden, da ein Gitter auch den Fang der Schadinsekten reduziert. Deutschlandweit einheitliche Bekämpfungsrichtwerte sind damit de facto nicht mehr vorhanden, bzw. es werden eine Reihe von Sonderfällen konstruiert, die den Landwirt eher verwirren. Die Orientierung anhand der Vorgaben in der etablierten Fachliteratur scheint daher sinnvoll.
In der Literatur finden sich Hinweise, die Gelbschale zusätzlich mit einem Lockstoff (Isothiocyanat und Salicylsäuremethylester, bzw. Rapsschrot) zu bestücken, um die Lockwirkung und damit die Fangergebnisse zu verbessern. Da dadurch aber auch der Zuflug der Schadinsekten künstlich beeinflusst wird, ist diese Methode für den Landwirt nicht praxisrelevant, da sie einen starken Zuflug der Schädlinge vorspielen würde, der eigentlich nicht vorhanden ist.
Grundsätzlich beruhen die Bekämpfungsrichtwerte auf Ergebnisse aus den 1970er Jahren, als in Freilandversuchen Relationen zwischen Schädlingsaufkommen und Ertragsverlust erstellt wurden. Es muss betont werden, dass die Winterraps-Sorten sich seitdem züchterisch stark verändert haben (Einführung der Doppel-Null-Sorten, Aufkommen der Hybrid-Sorten usw.). Inwieweit die Bekämpfungsrichtwerte also noch aktuell sind, ist fraglich.